# 파비우스 훈련
 파비우스 훈련은 제2차 세계 대전 당시 노르망디 상륙을 위해 실행된 공식적인 훈련이다. 다른 훈련에는 일주일 일찍 시작된 타이거 훈련이 있다.
1944년 5월 2일부터 시작될 훈련이었으나 날씨로 인해 다음 날 시행되었다.
6개의 훈련으로 구성되어 있다.:
- 파비우스 1: 미국 제1보병사단과 제29보병사단이 슬랩튼에서 시행했다.[1]
- 파비우스 2: 제50노섬브리안 보병사단이 헤이링 섬에서 실시한 상륙연습이다.[1]
- 파비우스 3: 제3캐나다사단이 브랙리샴 만에서 시행한 상륙연습이다.[1]
- 파비우스 4: 영국 제3사단과 연계 부대가 리틀햄프턴에서 수행한 상륙연습이다.[1]
- 파비우스 5&6: 연합군의 상륙 해안 지역에 대한 물자 보급및 병력 강화를 위한 영국군 및 미군의 작전이다.[1]

이 훈련은 역사상 가장 큰 규모의 상륙 작전 훈련이었다.